# جاك تي كيربي
جاك تي كيربي (بالإنجليزية: Jack T. Kirby)‏ هو مؤرخ أمريكي، ولد في 22 أغسطس 1938 في بورتسموث في الولايات المتحدة، وتوفي في 6 أغسطس 2009 في سانت أوغسطين في الولايات المتحدة بسبب قصور القلب.

## وصلات خارجية
- جاك تي كيربي على موقع إن إن دي بي (الإنجليزية)